# Jacob von Julin (1906–1986)
Jacob Albert Carl Gustaf von Julin, född 23 juli 1906 i Hangö, död 1 juni 1986 i Pojo, var en finländsk industriman. Han var son till Jacob von Julin (1881–1942).
Jacob von Julin var 1938–1942 biträdande direktör och 1942–1967 verkställande direktör i Oy Kaukas Ab samt 1947–1983 styrelseordförande i Oy Fiskars Ab. Han var därtill 1962–1973 styrelseordförande i Finncell och 1962–1975 i Ekono. Han tilldelades bergsråds titel 1950 och blev ekonomie hedersdoktor 1970.